# Olivier Debré

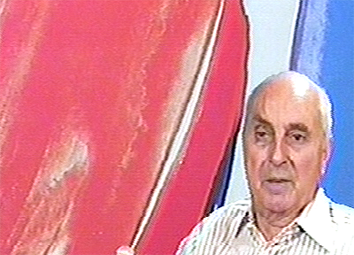
Olivier Debré

Olivier Debré (* 14. April 1920 in Paris, Frankreich; † 1. Juni 1999 ebenda) war ein französischer Maler der Lyrischen Abstraktion, Keramiker, Autor und Hochschullehrer.

## Leben
Debré entstammte einer jüdischen Familie, die sich nach der Angliederung des Elsass an das Kaiserreich Deutschland 1871 nach Frankreich zurückzog. Sein Vater war der Kinderarzt Robert Debré, sein Bruder der Politiker Michel Debré. Seine Mutter war die Tochter des Malers Édouard Debat-Ponsan, bei dem er in Nazelles-Négron im Département Indre-et-Loire oft die Sommerferien verbrachte und der ihn dazu anregte, zu malen, zu zeichnen und zu bildhauern.
Debré war ein Schüler am Lycée Montaigne in Paris und schloss dort sein Abitur, Baccalauréat, im Fachbereich Philosophie ab. Ab 1937 belegte er an der École nationale supérieure des beaux-arts de Paris Vorlesungen bei seinem Onkel Jacques Debat-Ponsan im Bereich Architektur. 1942 schloss er seine Studien im Fach Geschichte an der Pariser Sorbonne ab.
Debré wurde maßgeblich beeinflusst von Pablo Picasso, nachdem er 1937 auf der Weltfachausstellung Paris 1937 dessen Gemälde Guernica im spanischen Pavillon gesehen hatte. Sein Malstil wandte sich vollkommen der Abstrakten Malerei zu. Georges Aubry zeigte 1943 Debrés erste abstrakte Gemälde. Er heiratete im gleichen Jahr Denise Coulon, bevor er wie sein Vater und sein Bruder in den Widerstand, das Maquis, ging.
1946 malte Debré sein erstes großes Bild La Vérité et la Justice poursuivant le crime auf eine 8 Meter lange Leinwand. Unter dem Einfluss von André Lanskoy wurde seine Malerei sehr farbenfroh. 1949 bezog er sein zweites Atelier im Pariser Siebten Arrondissement. Seine Gemälde aus dieser Zeit zählt man zur Farbfeldmalerei. 1967 schmückte ein 5 × 2,5 Meter großes Gemälde Signe d’homme den Französischen Pavillon bei der Weltausstellung in Montréal Expo 67. 1971 nahm er am Architekturwettbewerb für den Bau des Pariser Centre Pompidou teil.
Von 1980 bis 1985 war er als Professor an das Atelier für Große Malerei an der École nationale supérieure des beaux-arts de Paris berufen. Zwischen 1987 und 1998 entwarf er mehrere Bühnenvorhänge zum Beispiel für die Comédie-Française in Paris oder die Oper in Shanghai. 1992 entstanden seine Keramiken an der Außenmauer der Villa Kujoyama in Kyoto in Japan und die Keramiken für den Tempel Daikaku-ji ebenfalls in Kyoto. 1994 fertigte er vier Stahlfiguren für den Eingang zum Tunnel unter dem Ärmelkanal. Im folgenden Jahr entwarf er 20 Vasen für die Manufacture royale de porcelaine de Sèvres, die im Museumsladen verkauft wurden.
Debré wurde auf dem Friedhof von Nazelles bestattet, in dem Ort, wo er als Kind bei seinem Großvater mit der Kunst intensiv in Berührung kam.

## Auszeichnungen und Ehrungen
- 1993: Sonderbriefmarke, die eins seiner Werke zeigt im Wert von 2,50 Francs français.
- 1999: Wahl zum Mitglied der Académie des Beaux-Arts auf den Stuhl, den vorher Georges Cheyssial innehatte.

## Werke
- 1964: Les deux Bleus, 146 × 114 cm, Privatsammlung.
- 1971: Les Pins, Öl af Leinwand, 100 × 100 cm, Musée d’Évreux, Frankreich.

## Ausstellungen
- 1995: Olivier Debré. Retrospektive in der Galerie nationale des Jeu de Paume, Paris und danach in Reykjavík, Island, Mexiko-Stadt, Rio de Janeiro, Brasilien, Peking und Hongkong.
- 2003: Olivier Debré: œvres de la dation. Centre Pompidou, Paris.

## Veröffentlichungen
- L’Espace et le comportement, 1990
- L'Œuf dans le chocolat, 1997.
- La Marche de Madame Ouvrard, 1996.

| Personendaten    | Personendaten                                                                       |
| ---------------- | ----------------------------------------------------------------------------------- |
| NAME             | Debré, Olivier                                                                      |
| KURZBESCHREIBUNG | französischer Maler der Lyrischen Abstraktion, Keramiker, Autor und Hochschullehrer |
| GEBURTSDATUM     | 14. April 1920                                                                      |
| GEBURTSORT       | Paris, Frankreich                                                                   |
| STERBEDATUM      | 1. Juni 1999                                                                        |
| STERBEORT        | Paris, Frankreich                                                                   |